# Nanchang CJ-6
CJ-6 — учебно-тренировочный самолет, производимый китайской фирмой Hongdu (Nanchang) Aviation Industry Corporation. Самолет создан на основе советского учебно-тренировочного самолета Як-18. Однако при создании самолета китайские инженеры переработали множество узлов и деталей, что позволяет считать УТС CJ-6 независимой разработкой. Главное принципиальное отличие в конструкции CJ-6 — фюзеляж сделан полностью из алюминиевых сплавов. Первоначально самолет сохранил двигатель М-11
Первый прототип самолёта, оборудованный этим двигателем, совершил полет в 1958 году. Затем двигатель бы заменен на более мощный АИ-14, но и это решение не принесло значительного улучшения летных характеристик. Было решено использовать для самолета двигатель Quzhou Huosai-6A (HS-6A) мощностью 285 л. с. Самолет оборудованный этим двигателем получил обозначение CJ-6A. Производство данного типа было начато в 1961 году.
Всего было произведено более 1800 экземпляров самолета, включая экспортные для Албании, Бангладеш, Камбоджи, КНДР, Танзании и Замбии (под обозначением PT-6). В 1964 году появилась версия CJ-6B с двумя узлами подвески вооружения. В 1966 году на нее установили двигатель Quzhou HS-6D мощностью 300 л. с. Так же была выпущена модификация Sea Swallow для аэробатических пилотажных групп

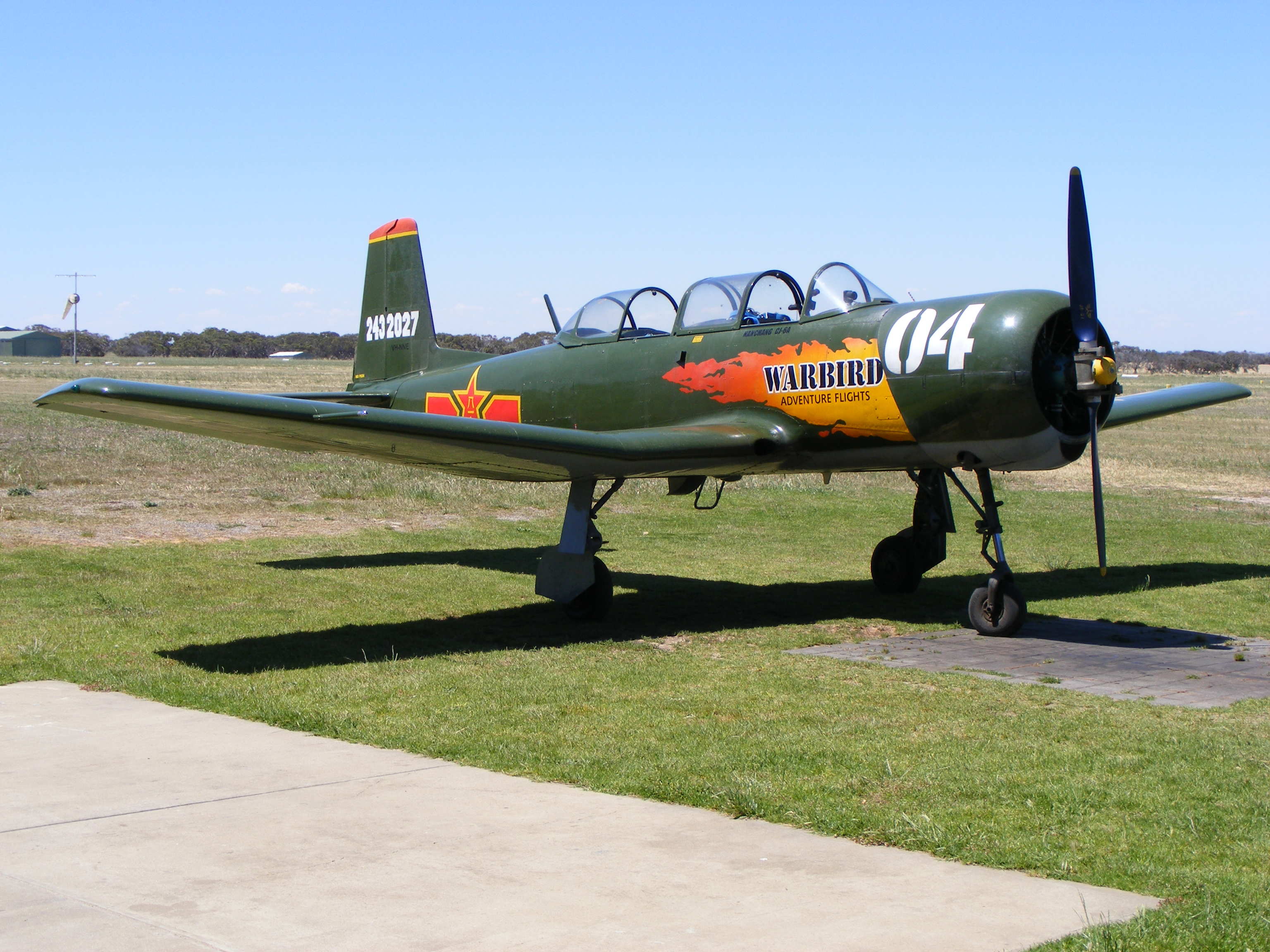
CJ-6A

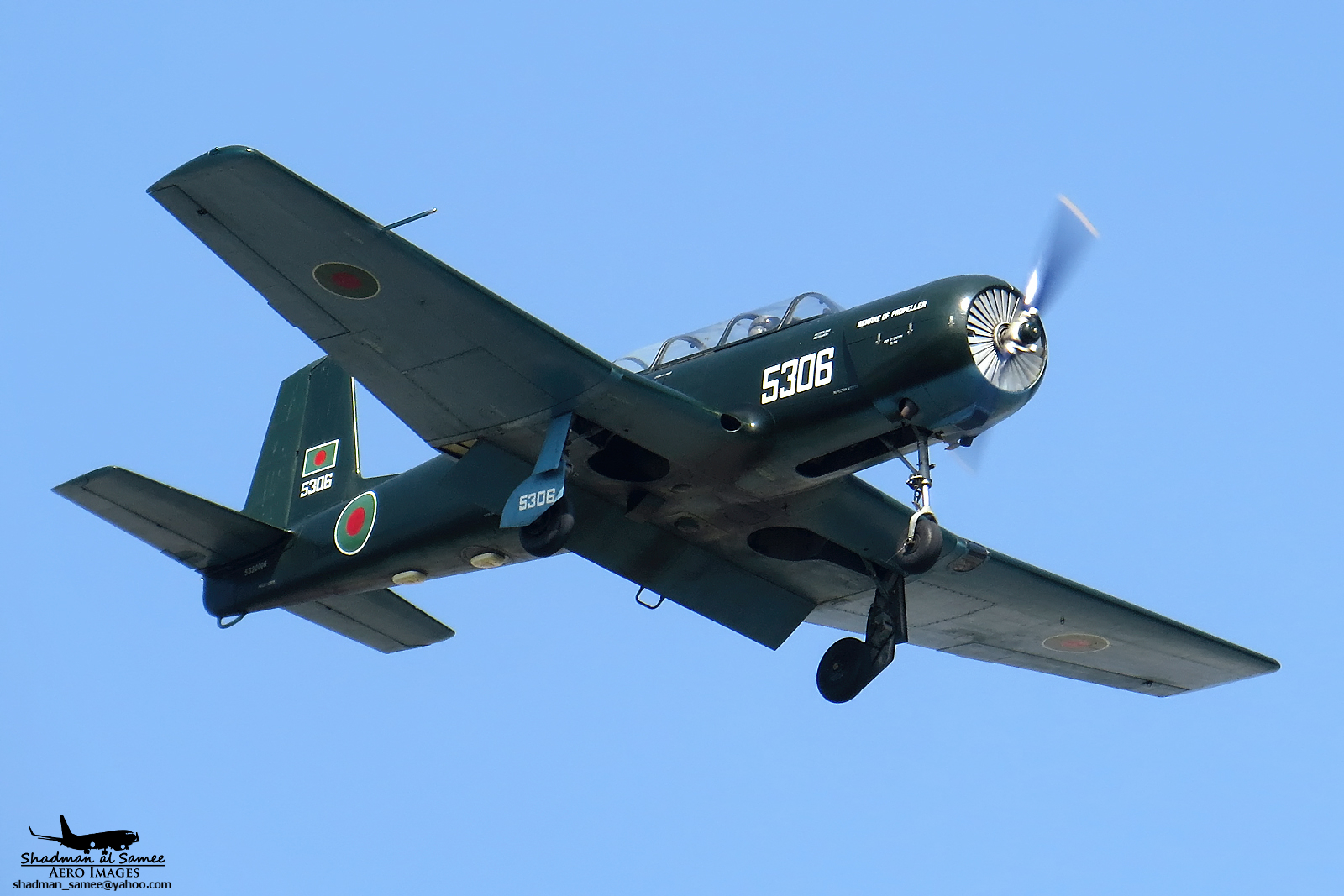
CJ-6A ВВС Бангладеш

| Модификация                          | CJ-6A                         |
| Размах крыла, м                      | 10,18                         |
| Высота, м                            | 2,94                          |
| Площадь крыла, м²                    | 22,60                         |
| Масса пустого, кг                    | 1095                          |
| Максимальная взлётная масса          | 1400                          |
| Тип двигателя                        | 1 ПД Quzhou Huosai-6A (HS-6A) |
| Мощность, л. с.                      | 1 х 285                       |
| Максимальная скорость, км/ч          | 287                           |
| Крейсерская скорость, км/ч           | 248                           |
| Перегоночная дальность, км           | 640                           |
| Практическая дальность полётов, (км) | 420                           |
| Экипаж                               | 2 человека                    |
| Практический потолок, м              | 6250                          |

## Операторы
Албания
- ВВС Албании

 Бангладеш
- Военно-воздушные силы Бангладеш

 Камбоджа
- Королевские военно-воздушные силы Камбоджи

 Эквадор
- Военно-воздушные силы Эквадора

 Китай
- Военно-воздушные силы КНР
- Военно-морские силы Китайской Народной Республики

 КНДР
- Военно-воздушные силы КНДР

 Лаос
- Народная армия Лаоса

 Шри-Ланка
- Военно-воздушные силы Шри-Ланки

 Танзания
- Вооружённые силы Танзании